# Ditlev Nicolas Piper von Løwencron
Ditlev Nicolas Piper von Løwencron (ca. 1660 i Sønderborg (?) – dødsår og -sted ukendt) var en dansk diplomat.
Han var en søn af kammerråd i Rentekammeret Vilhelm Piper (død 1699) og Catharina Jürgens og blev 1680 immatrikuleret ved universitetet i Kiel. Han slog tidligt ind på den diplomatiske bane, fulgte 1681 med Andreas Pauli von Liliencron til Wien og opholdt sig der et par år (således under byens belejring af tyrkerne 1683).
1683 gik han med Conrad Biermann von Ehrenschild til Berlin og næste år med storkansler Frederik Ahlefeldt til konferencen i Itzehoe. I slutningen af 1684 udnævntes han til legationssekretær i Berlin, 1687 til legationssekretær i Wien, hvor der den gang ingen gesandt var, og 1690 til resident ved rigsdagen i Regensburg, i hvilken stilling han forblev i elleve år. Hans hovedopgave her var at virke mod anerkendelsen af Hannovers ophøjelse til et kurfyrstendømme. Omend hans modstand var forgæves, kan man ikke nægte, at han arbejdede med en utrættelig energi; derimod manglede han i høj grad diplomatisk smidighed og takt. Der klagedes atter og atter over hans skarpe og udfordrende optræden, og han skaffede sig bitre personlige fjender i de kejserlige og hannoveranske statsmænd. Så længe hans velynder Thomas Balthazar von Jessen styrede Danmarks udenrigspolitik, var alle klager over ham dog frugtesløse; han ophøjedes endog i adelstanden 29. juni 1695 med navnet von Løwencron og fik i september 1700 løfte om at blive minister plenipotentiaire ved rigsdagen.
Dette blev dog også den sidste gunstbevisning, der vistes Løwencron. Jessens fald i oktober samme år og den deraf følgende ændring i Danmarks udenrigspolitik medførte, at regeringen i København nu gav efter for de kejserlige og hannoveranske klager og kaldte Løwencron tilbage fra rigsdagen 1701. Løwencron, der med rette var forbitret over, at der ikke samtidig var anvist ham et andet embede, tog nu fuldstændig sin afsked af den danske stats tjeneste og bosatte sig i Hamborg. Under et besøg i Harburg 1703 blev han efter kurfyrsten af Hannovers ordre arresteret og alle hans papirer beslaglagte. Han beskyldtes for at have stået i fransk sold og for at have givet franskmændene og bajrerne oplysning om, hvorledes de bedst kunne gøre indfald i Tyskland. Den danske regering søgte flere gange at få ham fri, men endnu 1708 sad han i hannoveransk fængsel. Hans senere skæbne er ubekendt; måske er han først død 1741, da hans brodersøn, major Ulrik Christian Piper fik tilladelse til at føre sin afdøde, ugifte farbroders adelige navn og våben.